# Kožljak
 Kožljak  (olaszul: Cosliacco) falu Horvátországban, Isztria megyében. Közigazgatásilag Kršanhoz tartozik.

## Fekvése
Az Isztriai-félsziget északkeleti részén, Labintól 12 km-re, községközpontjától 4 km-re északkeletre, az Učka-hegység nyugati lejtőin, a Čepić mező délkeleti szélén fekszik. A település két részből a középkori várból és a közelében fekvő újabb alapítású faluból tevődik össze.

## Története
Az Učka-hegység nyugati lejtőin fekvő területen már a római korban a tengerpartra menő út vezetett át, mely még a középkorban is használatban volt. A középkorban az itt emelkedő 184 méteres magaslatra az ősi út közelébe vár épült, melyet a 12. század elejétől (1102) említenek „Iosilach” vagy „Gosilach” alakban. Ekkor az aquileai pátriárka fennhatósága alá tartozott. A latin nyelvű források szerint a 13. században Kožljak vára „Coslaco” néven már önálló uradalom központja volt. A 13. században a várnak a német neve a „Wachsenstein” került egyre inkább használatba. A vár, amelynek ma csak a romjai láthatók az utolsó láncszeme volt a Trieszttől a Ćićarija és az Učka-hegységen át húzódó, az Isztria északi részét átszelő az osztrák - velencei határt ellenőrző védelmi rendszernek. Legjelentősebb urai a Nikolić és Mojsijević családok voltak. Az uradalom a legnagyobb kiterjedését a zenggi származású Mojsijević család idején érte el, amikor területének határa a Učkán át húzódva a veprinaci uradalommal érintkezett, míg a völgyben a plomini és boljuni mezőig terjedt magában foglalva Brdo, Grobnik, Posert, Letaj, Šušnjevica és Nova Vas településeket. 
A régi vár alatt az idők során alakult ki az új Kožljak település, mely nemcsak a vár nevét  vette át, hanem annak múltbeli örökségét és hagyományait is.  
A falunak 1857-ben 497, 1910-ben 574 lakosa volt. Lakói mezőgazdasággal, állattartással, valamit a Čepić-tó lecsapolása előtt halászattal is foglalkoztak. 2011-ben 159 lakosa volt.

## Lakosság
| Lakosság változása | Lakosság változása | Lakosság változása | Lakosság változása | Lakosság változása | Lakosság változása | Lakosság változása | Lakosság változása | Lakosság változása | Lakosság változása | Lakosság változása | Lakosság változása | Lakosság változása | Lakosság változása | Lakosság változása | Lakosság változása |
| ------------------ | ------------------ | ------------------ | ------------------ | ------------------ | ------------------ | ------------------ | ------------------ | ------------------ | ------------------ | ------------------ | ------------------ | ------------------ | ------------------ | ------------------ | ------------------ |
| 1857               | 1869               | 1880               | 1890               | 1900               | 1910               | 1921               | 1931               | 1948               | 1953               | 1961               | 1971               | 1981               | 1991               | 2001               | 2011               |
| 497                | 430                | 477                | 490                | 556                | 574                | 635                | 579                | 466                | 543                | 424                | 333                | 250                | 196                | 193                | 159                |

## Nevezetességei
Kožljak várának maradványai a településtől északkeletre egy 184 méteres magaslaton állnak. A vár valószínűleg egy őskori erődített település romjaira épült. A tornyokkal erősített védőfalakon belül lakó és gazdasági épületek álltak, mára kevés maradt belőlük. A legépebben az egykori román stílusú Szent Hadrianus plébániatemplom falai maradtak meg. Az egyhajós épületet 1834-ben bővítették. A falakon kívül még két kápolna áll. A Szent György kápolna a glagolita feliratos tábla szerint 1590-ben épült a kožljaki gróf kívánságára, míg a Zagrad felé vezető út mellett álló Szent Kereszt kápolna barokk szentélye a 18. században épült a középkori hajóhoz. Mindkét kápolnát temető övezi, melyet körítő fallal vettek körül.